# Fergusonina thornhilli
Fergusonina thornhilli is een vliegensoort uit de familie van de Fergusoninidae. De wetenschappelijke naam van de soort werd voor het eerst geldig gepubliceerd in 2011 door Nelson en Yeates.